# Nguyễn Hữu Cầu (chính khách)
Nguyễn Hữu Cầu (sinh ngày 20 tháng 11 năm 1962 tại xã Nghi Thiết, huyện Nghi Lộc, tỉnh Nghệ An) là một tướng lĩnh của lực lượng Công an nhân dân Việt Nam với quân hàm Thiếu tướng và là chính trị gia người Việt Nam. Ông từng là đại biểu Quốc hội Việt Nam khóa 14 thuộc đoàn đại biểu tỉnh Nghệ An, Ủy viên Uỷ ban Quốc phòng và An ninh của Quốc hội khóa 14. Ông nguyên là Giám đốc Công an tỉnh Nghệ An (2015-2020).

## Xuất thân
Ông sinh ngày 20 tháng 11 năm 1962 tại xã Nghi Thiết, huyện Nghi Lộc, tỉnh Nghệ An. Ông hiện cư trú ở số 2, ngõ 18, đường Duy Tân, khối Trung Đô, phường Hưng Dũng, thành phố Vinh, tỉnh Nghệ An.

## Giáo dục
- Giáo dục phổ thông: 10/10[4]
- Tốt nghiệp Trường Đại học Cảnh sát Nhân dân chuyên ngành cảnh sát hình sự[3]
- Tiến sỹ Luật chuyên ngành Tội phạm học[3]
- Phó Giáo sư Khoa học An ninh
- Cao cấp lí luận chính trị[4]

## Sự nghiệp
Ngày 29 tháng 12 năm 1982, Nguyễn Hữu Cầu gia nhập Đảng Cộng sản Việt Nam.
Ông từng là đại biểu HĐND huyện Nghĩa Đàn nhiệm kỳ 2001-2006.
Nguyễn Hữu Cầu từng giữ các chức vụ lần lượt là Phó trưởng phòng Cảnh sát hình sự Công an tỉnh Nghệ An, Trưởng Công an huyện Nghĩa Đàn, Phó Giám đốc Công an tỉnh Nghệ An.
Ngày 24 tháng 5 năm 2015, Nguyễn Hữu Cầu được bổ nhiệm chức vụ Giám đốc Công an tỉnh Nghệ An thay cho Thiếu tướng Nguyễn Xuân Lâm được điều động giữ chức vụ Phó Chánh Thanh tra Bộ Công an.
Ông hiện là Thường vụ Tỉnh ủy Nghệ An, Bí thư Đảng ủy, Giám đốc công an tỉnh Nghệ An.
Ông lần đầu ứng cử đại biểu Quốc hội khóa 14 năm 2016 tại Nghệ An.
Ngày 6 tháng 7 năm 2019, ông được Chủ tịch nước Việt Nam Nguyễn Phú Trọng thăng quân hàm Thiếu tướng Công an nhân dân Việt Nam.
Ngày 26 tháng 6 năm 2020, ông nhận quyết định thôi giữ chức vụ Giám đốc Công an tỉnh Nghệ An từ ngày 1 tháng 7 năm 2020, thay thế ông là Đại tá Võ Trọng Hải, nguyên Giám đốc Công an tỉnh Hà Tĩnh. Ông tiếp tục nhiệm vụ đại biểu Quốc hội khóa 14 cho đến hết nhiệm kì và chờ nghỉ hưu trí.

### Đại biểu Quốc hội Việt Nam khóa 14 nhiệm kì 2016-2021
Ngày 22 tháng 5 năm 2016, Nguyễn Hữu Cầu trúng cử Đại biểu Quốc hội Việt Nam khóa 14 tại đơn vị bầu cử số 1 tỉnh Nghệ An gồm các huyện: Kỳ Sơn, Tương Dương, Con Cuông, Anh Sơn và Đô Lương được 301.858 phiếu, đạt tỷ lệ 90,36% số phiếu hợp lệ (cùng với Lê Quang Huy).

#### Dự thảo Luật cảnh vệ
Ngày 8 tháng 6 năm 2017, góp ý vào dự thảo Luật cảnh vệ, ông bày tỏ sự phản đối trước đề nghị của một số tỉnh đưa Chủ tịch Ủy ban nhân dân tỉnh và Bí thư Tỉnh ủy vào nằm trong diện được bảo vệ đặc biệt và có cảnh vệ riêng. Ông còn đề nghị giảm bớt đối tượng được cảnh vệ để giảm chi phí.

#### Yêu cầu doanh nghiệp nước ngoài đặt máy chủ tại Việt Nam
Sáng ngày 23 tháng 11 năm 2017, Thảo luận dự án luật An ninh mạng tại nghị trường Quốc hội, ông ủng hộ bổ sung quy định "nhà cung cấp dịch vụ mạng phải đặt cơ quan đại diện, máy chủ quản lý dữ liệu người sử dụng Việt Nam trên lãnh thổ nước Việt Nam" trong dự luật, với lí do các nhà cung cấp dịch vụ mạng nước ngoài thu lợi nhuận từ việc cung cấp dịch vụ tại Việt Nam thì phải chịu các quy định của Việt Nam, và quy định này buộc các nhà cung cấp dịch vụ mạng phải hợp tác và cung cấp thông tin khi điều tra các vụ án tấn công, lừa đảo trên mạng.
Sáng ngày 29 tháng 5 năm 2018, khi thảo luận về dự thảo Luật An ninh mạng tại nghị trường Quốc hội Việt Nam, Nguyễn Hữu Cầu tiếp tục giữ quan điểm yêu cầu các công ty nước ngoài khi cung cấp dịch vụ trên mạng phải đặt văn phòng tại Việt Nam. Ông cho rằng nhiều nước khác cũng yêu cầu Facebook, Google đặt máy chủ tại nước họ.

#### Ủng hộ tố cáo qua điện thoại, email
Sáng ngày 24 tháng 5 năm 2018, tại biểu Thảo luận về dự án Luật Tố cáo (sửa đổi) tại kỳ họp thứ 5, Quốc hội khóa 14, ông phản bác ý kiến của hơn 20 đại biểu khác và cho rằng nên tạo điều kiện để người dân có thể tố cáo qua điện thoại, email.

#### Bảo vệ lãnh đạo ngành khi lãnh đạo bị chất vấn
Tại phiên chất vấn Bộ trưởng Bộ Công an Tô Lâm trước Quốc hội khóa 14 tại kì họp thứ 6 vào sáng ngày 31 tháng 10 năm 2018, Đại biểu Lưu Bình Nhưỡng cho biết "vi phạm của cơ quan điều tra rất khủng khiếp". Tuy nhiên, ngày 2, ngày 5 tháng 11 năm 2018, Nguyễn Hữu Cầu phát biểu trước Quốc hội với tư cách đại diện cho các đại biểu ngành công an (cơ quan hành pháp) phản đối gay gắt đại biểu Lưu Bình Nhưỡng trong khi Nguyễn Hữu Cầu là đại biểu dân cử của các huyện Kỳ Sơn, Tương Dương, Con Cuông, Anh Sơn và Đô Lương tỉnh Nghệ An. Theo Tổng thư ký Quốc hội Nguyễn Hạnh Phúc, việc các đại biểu chất vấn lẫn nhau như trong trường hợp này là không nên diễn ra trong hội trường Quốc hội khi chất vấn Bộ trưởng các ngành.

## Lịch sử thụ phong quân hàm
| Năm thụ phong | –      | 2019        |
| ------------- | ------ | ----------- |
| Quân hàm      |        |             |
| Cấp bậc       | Đại tá | Thiếu tướng |